# روب وينرايت (كرة سلة)
روب وينرايت (بالإنجليزية: Rob Wainwright)‏ مواليد 27 ديسمبر 1973 في فاليجو، هو مدرب كرة سلة أمريكي ولاعب معتزل. بدأ مسيرته الاحترافية في سنة 1998. يدرب في الرابطة الفلبينية لكرة السلة. يبلغ طوله 6 قدم 5 بوصة (2.0 م). اعتزل اللعب في 2011.